# Норвуд (Огайо)
Норвуд (англ. Norwood) — місто (англ. city) в США, в окрузі Гамільтон штату Огайо. Населення — 19 043 особи (2020).

## Географія
Норвуд розташований за координатами 39°9′38″ пн. ш. 84°27′12″ зх. д. / 39.16056° пн. ш. 84.45333° зх. д. (39.160487, -84.453469).  За даними Бюро перепису населення США в 2010 році місто мало площу 8,15 км², уся площа — суходіл.

## Демографія
Згідно з переписом 2010 року, у місті мешкало 19 207 осіб у 8320 домогосподарствах у складі 4190 родин. Густота населення становила 2356 осіб/км².  Було 9515 помешкань (1167/км²).
Расовий склад населення:
| - 86,6 % — білих - 7,6 % — чорних або афроамериканців - 0,8 % — азіатів - 0,4 % — корінних американців - 0,1 % — вихідців з тихоокеанських островів - 2,0 % — осіб інших рас |

До двох чи більше рас належало 2,5 %. Частка іспаномовних становила 5,1 % від усіх жителів.
За віковим діапазоном населення розподілялося таким чином: 20,2 % — особи молодші 18 років, 68,7 % — особи у віці 18—64 років, 11,1 % — особи у віці 65 років та старші. Медіана віку мешканця становила 33,4 року. На 100 осіб жіночої статі у місті припадало 99,5 чоловіків;  на 100 жінок у віці від 18 років та старших — 97,7 чоловіків також старших 18 років.
Середній дохід на одне домашнє господарство  становив 51 087 доларів США (медіана — 38 724), а середній дохід на одну сім'ю — 65 729 доларів (медіана — 51 352). Медіана доходів становила 40 986 доларів для чоловіків та 33 912 долари для жінок. За межею бідності перебувало 22,0 % осіб, у тому числі 23,0 % дітей у віці до 18 років та 12,0 % осіб у віці 65 років та старших.
Цивільне працевлаштоване населення становило 10 221 осіб. Основні галузі зайнятості: освіта, охорона здоров'я та соціальна допомога — 20,5 %, мистецтво, розваги та відпочинок — 13,9 %, роздрібна торгівля — 12,8 %.